# Gaby Herbst
Gaby Herbst (* 9. Oktober 1945 in Baden, Niederösterreich; † 2015) war eine österreichische Schauspielerin.

## Leben und Wirken
Gaby Herbst erhielt ihre künstlerische Ausbildung und ihr erstes Engagement in Wien und übernahm anschließend Theaterengagements an den Münchner Kammerspielen und dem Theater in der Josefstadt. Einige Engagements führten sie auch an Bühnen in Braunschweig, Düsseldorf und Köln.
Ab Beginn der 1970er-Jahre war Herbst regelmäßig in Film und Fernsehen zu sehen. Zu ihren bekanntesten Auftritten vor der Kamera zählen die Fernsehserie Alarm von Thomas Fantl, der Kinofilm Lumpazivagabundus sowie mehrere Gastrollen in Kriminalserien wie Derrick und Der Alte. Sie war auch gelegentlich als Synchronsprecherin tätig.
Gaby Herbst starb im Jahr 2015.

## Filmografie
- 1965: Lumpazivagabundus
- 1966: Luftkreuz Südost
- 1968: Madame Legros
- 1969: Ein Dorf ohne Männer
- 1969: Ende eines Leichtgewichts
- 1970: Vampire sterben nicht
- 1970: Pater Brown (Fernsehserie, Folge Der rote Mond von Meru)
- 1971: Augenzeugen müssen blind sein
- 1972: Alarm (Fernsehserie)
- 1974: Tatort: 3:0 für Veigl (Fernsehreihe)
- 1974: Telerop 2009 – Es ist noch was zu retten (Fernsehserie)
- 1977: Das chinesische Wunder
- 1977: Graf Yoster gibt sich die Ehre (Fernsehserie)
- 1977–2003: Der Alte (Fernsehserie, 25 Folgen, verschiedene Rollen)
- 1978: Caribia – Ein Filmrausch in Stereophonie
- 1980: Glaube Liebe Hoffnung
- 1980: Tatort: Spiel mit Karten (Fernsehreihe)
- 1980–1988: Polizeiinspektion 1 (Fernsehserie, 5 Folgen, verschiedene Rollen)
- 1980–1997: Derrick (Fernsehserie, 13 Folgen, verschiedene Rollen)
- 1981: Goldene Zeiten – Bittere Zeiten
- 1981: Paradies und ander Zustände; Regie: Heide Pils
- 1982: Georg Thomallas Geschichten
- 1983: Monaco Franze – Der ewige Stenz (Fernsehserie)
- 1984: Gepäck aus der Dritten Welt
- 1987: Die Krimistunde (Fernsehserie, 1 Folge)
- 1992: Weißblaue Geschichten (Fernsehserie, 3 Folgen)
- 1994: Eine Dicke mit Taille
- 1996: Drei in fremden Betten
- 1997: Solo für Sudmann (Fernsehserie)
- 1998: Siska – (Folge 1: Der neue Mann)
- 2002: Mann, oh Mann, oh Mann! (Fernsehfilm)
- 2003: In der Mitte eines Lebens